# Valeriy Lyukin
Valeriy Viktorovich Lyukin (en russe : Валерий Викторович Люкин ; en français : Valeri Viktorovitch Lioukine), né le 17 décembre 1966 à Aktioubinsk, en RSS kazakhe (Union soviétique), était un gymnaste soviétique durant les années 1980 puis kazakh. Il est le premier gymnaste au monde à avoir réussi un triple salto arrière au sol en compétition, en 1987.

## Biographie
Il quitta la Russie en 1992 pour les États-Unis. Il est actuellement entraîneur à Plano (Texas) et a une fille, Nastia Liukin, qui fut membre de l'équipe olympique américaine de gymnastique et championne olympique aux Jeux olympiques de 2008.

## Palmarès

### Jeux olympiques
- Séoul 1988
  -  médaille d'or par équipes
  -  médaille d'or à la barre fixe
  -  médaille d'argent au concours général individuel
  -  médaille d'argent aux barres parallèles

### Championnats du monde
- Rotterdam 1987
  -  médaille d'or par équipes

- Indianapolis 1991
  -  médaille d'or par équipes
  -  médaille de bronze au concours général individuel

### Championnats d'Europe
- Moscou 1987
  -  médaille d'or au concours général individuel
  -  médaille d'or au sol
  -  médaille d'or au cheval d'arçons
  -  médaille d'or aux barres parallèles
  -  médaille d'or à la barre fixe
  -  médaille d'argent aux anneaux
  -  médaille de bronze au saut de cheval